# Homalin
Homalin ou Hommalinn (birman ဟုမ္မလင်း မြို့, hóuɴməlɪ́ɴ mjo̰) est une petite ville du nord-ouest de la Birmanie (Union du Myanmar) dans la Région de Sagaing. Elle se trouve sur le Chindwin, juste au nord du confluent de l'Uyu. Elle possède un aéroport.
La ville compte environ 1500 habitants, dont beaucoup d'ethnie naga. On y célèbre le nouvel an naga.
À proximité se trouve la réserve naturelle de Tamanthi. De l'or découvert dans les sables de l'Uyu est exploité en coopération avec la Russie. La ville possède un laboratoire de fabrication d'héroïne géré par un bataillon d'infanterie de l'armée birmane.

## Histoire
L'édition de 1908 de l‘Imperial Gazetteer of India indique que les bateaux à aubes de l'Irrawaddy Flotilla Company reliaient chaque semaine Homalin à Pakokku, sur l'Irrawaddy,. Durant la campagne de Birmanie, Homalin fut occupée par l'Armée impériale japonaise à la fin du mois de mai 1944. Après sa défaite, la ville fut intégralement fouillée par les Britanniques et fortifiée contre d'éventuelles attaques japonaises depuis la rivière.
Le 6 août 1988, un séisme centré près d'Homalin a tué trois personnes et fait quelques dégâts.

## Climat
La municipalité d'Homalin bénéficie d'un climat chaud et humide. Les précipitations moyennes se situent entre 180 et 230 cm par an. Les températures varient de 10 °C en hiver à 33 °C en été.

## Transports
La principale artère de la région est la route Thabeikkyin-Phaungbyin-Homalin-Hkamti, longue de 530 km. Elle est en cours de réfection, avec la construction de ponts, pour la rendre praticable en toute saison. Un pont de 330 m, large de 4,80 m, a été inauguré en février 2008 sur l'Uyu pour relier Homalin à la route.
Des bateaux, connus localement sous le nom de landwins, remontent le Chindwin jusqu'à Homalin. La compagnie gouvernementale a récemment amélioré ses équipements.
L'aéroport d'Homalin (HOX), en centre-ville, est desservi depuis Rangoon et Mandalay. Il est situé à une altitude de 152 m et dispose d'une piste de 915 m.

## Économie
Les conditions climatiques à Homalin sont favorables à la culture de l'hévéa. L'introduction de variétés à hauts rendements comme les PRIM 600, PB-260, BPM-24, GT-1 et PBIG a permis l'extension des plantations et l'amélioration des conditions de vie locale. Des ananas sont aussi plantés entre les hévéas, ce qui augmente la rentabilité des exploitations. Le gouvernement encourage cette culture d'exportation, ainsi que celle du thé dans la région.
Une station-relai de télévision a été installée à Homalin, dans le cadre d'un programme de 41 stations dans les divisions de Sagaing, Mandalay et Magway.
Exploitation minière
La recherche de l'or dans l'Uyu a connu un coup de fouet en 2008, lorsque le département birman de la recherche géologique et minière a signé un accord avec la compagnie russe Victorious Glory International pour l'exploration de « l'or et des minerais associés ».

### Hydroélectricité
Dans le cadre du développement de la haute vallée du Chindwin, plusieurs barrages hydroélectriques ont été projetés sur la rivière, dont un à Homalin, doté d'une capacité de 150 MW. Ce projet est aussi destiné à l'irrigation
Le barrage de Tamanthi fait partie du Projet hydroélectrique de Tamanthi (capacité 1200 MW) sur le Chindwin, programmé depuis 2004. Il doit être construit en coentreprise avec l'Inde, suivant un mémorandum signé le 16 septembre 2008 entre la compagnie publique indienne National Hydroelectric Power Corporation (NHPC) et le Conseil d'État pour la Paix et le Développement birman. 380 familles des villages de Leivomjang et Tazong, qui seront submergés, doivent être déplacées.